# Tobias Harris
Tobias John Harris (* 15. Juli 1992 in Islip, New York) ist ein US-amerikanischer Basketballspieler, der seit 2024 bei den Detroit Pistons in der National Basketball Association (NBA) unter Vertrag steht.

## NBA-Karriere
Nach einem Jahr am College für die Tennessee Volunteers meldete sich Harris zum NBA-Draft 2011 an. Bei der jährlichen Talentewahl wurde Harris zunächst an 19. Stelle von den Charlotte Bobcats ausgewählt, jedoch kurz darauf zu den Milwaukee Bucks transferiert. In seinem ersten Jahr bei den Bucks erzielte er 5,0 Punkte und 2,4 Rebounds.
Mitten in seinem zweiten Jahr wurde Harris, unter anderem im Tausch für J. J. Redick, zu den Orlando Magic transferiert. Bei den Magic bekam Harris viel Spielzeit und verdreifachte seine Statistiken. Er erzielte in 27 Spielen für die Magic 17,3 Punkte, 8,5 Rebounds und 2,1 Assists in 36 Minuten pro Spiel. Am 16. Februar wurde Harris im Tausch für Brandon Jennings und Ersan İlyasova an die Detroit Pistons abgegeben.
Ende Januar wechselte Harris im Rahmen eines Tauschgeschäfts für Blake Griffin von den Pistons zu den Los Angeles Clippers. Bei den Clippers legte er in der zweiten Hälfte der Saison die besten Zahlen seiner Karriere auf mit 19,3 Punkten, 6 Rebounds und 3,1 Assists in durchschnittlich 34,5 Minuten auf dem Feld. Diese Zahlen verbesserte er am Anfang der Saison 2018/19 nochmals und wurde im Oktober bzw. November zum Western Conference Player of the Month ernannt.
Am 6. Februar 2019 wurde Harris zusammen mit Boban Marjanović und Mike Scott, im Austausch für Landry Shamet, Wilson Chandler und Mike Muscala sowie zwei Erst- und zwei Zweitrundenpicks, zu den Philadelphia 76ers transferiert.

## Persönliches
Harris ist der Cousin des ehemaligen NBA-Spielers Channing Frye.

## Karriere-Statistiken

### NBA

#### Reguläre Saison
| Saison  | Team                         | GP  | GS  | MPG  | FG % | 3P % | FT % | RPG | APG | SPG | BPG | PPG  |
| ------- | ---------------------------- | --- | --- | ---- | ---- | ---- | ---- | --- | --- | --- | --- | ---- |
| 2011–12 | Milwaukee                    | 42  | 9   | 11.4 | .467 | .261 | .815 | 2.4 | 0.5 | 0.3 | 0.2 | 5.0  |
| 2012–13 | Milwaukee / Orlando          | 55  | 34  | 23.6 | .455 | .315 | .752 | 5.2 | 1.3 | 0.6 | 0.8 | 11.0 |
| 2013–14 | Orlando                      | 61  | 36  | 30.3 | .464 | .254 | .807 | 7.0 | 1.3 | 0.7 | 0.4 | 14.6 |
| 2014–15 | Orlando                      | 68  | 63  | 34.8 | .466 | .364 | .788 | 6.3 | 1.8 | 1.0 | 0.5 | 17.1 |
| 2015–16 | Orlando / Detroit            | 76  | 74  | 33.1 | .469 | .335 | .831 | 6.7 | 2.2 | 0.9 | 0.5 | 14.7 |
| 2016–17 | Detroit                      | 82  | 48  | 31.3 | .481 | .347 | .841 | 5.1 | 1.7 | 0.7 | 0.5 | 16.1 |
| 2017–18 | Detroit / L.A. Clippers      | 80  | 80  | 33.4 | .460 | .411 | .829 | 5.5 | 2.4 | 0.9 | 0.4 | 18.6 |
| 2018–19 | L.A. Clippers / Philadelphia | 82  | 82  | 34.7 | .487 | .397 | .866 | 7.9 | 2.8 | 0.6 | 0.5 | 20.0 |
| 2019–20 | Philadelphia                 | 72  | 72  | 34.3 | .471 | .367 | .806 | 6.9 | 3.2 | 0.7 | 0.6 | 19.6 |
| 2020–21 | Philadelphia                 | 62  | 62  | 32.5 | .512 | .394 | .892 | 6.8 | 3.5 | 0.9 | 0.8 | 19.5 |
| 2021–22 | Philadelphia                 | 73  | 73  | 34.8 | .482 | .367 | .842 | 6.8 | 3.5 | 0.6 | 0.6 | 17.2 |
| 2022–23 | Philadelphia                 | 74  | 74  | 32.9 | .501 | .389 | .876 | 5.7 | 2.5 | 0.9 | 0.5 | 14.7 |
| 2023–24 | Philadelphia                 | 70  | 70  | 33.8 | .487 | .353 | .878 | 6.5 | 3.1 | 1.0 | 0.7 | 17.2 |
| Gesamt  | Gesamt                       | 897 | 777 | 31.7 | .478 | .368 | .835 | 6.2 | 2.4 | 0.8 | 0.5 | 16.3 |

#### Play-offs
| Saison  | Team         | GP | GS | MPG  | FG % | 3P % | FT %  | RPG | APG | SPG | BPG | PPG  |
| ------- | ------------ | -- | -- | ---- | ---- | ---- | ----- | --- | --- | --- | --- | ---- |
| 2015–16 | Detroit      | 4  | 4  | 39.0 | .457 | .333 | .923  | 9.5 | 3.0 | 0.8 | 0.8 | 14.5 |
| 2018–19 | Philadelphia | 12 | 12 | 36.9 | .425 | .349 | .846  | 9.1 | 4.0 | 1.1 | 0.5 | 15.5 |
| 2019–20 | Philadelphia | 4  | 4  | 37.0 | .383 | .133 | .789  | 9.5 | 4.0 | 0.5 | 0.3 | 15.8 |
| 2020–21 | Philadelphia | 12 | 12 | 36.5 | .488 | .372 | .875  | 8.5 | 3.5 | 1.0 | 0.4 | 21.8 |
| 2021–22 | Philadelphia | 12 | 12 | 38.8 | .500 | .386 | .864  | 7.6 | 2.9 | 1.1 | 0.8 | 16.9 |
| 2022–23 | Philadelphia | 11 | 11 | 35.6 | .522 | .366 | .867  | 7.3 | 1.6 | 0.6 | 0.5 | 15.3 |
| 2023–24 | Philadelphia | 6  | 6  | 36.3 | .431 | .333 | 1.000 | 7.2 | 1.5 | 0.2 | 0.5 | 9.0  |
| Gesamt  | Gesamt       | 61 | 61 | 37.1 | .471 | .349 | .863  | 8.2 | 3.0 | 0.8 | 0.6 | 16.3 |